# Raionul Cernăuți
Raionul Cernăuți este unul dintre cele trei raioane din regiunea Cernăuți din Ucraina. Reședință este orașul Cernăuți.
Raionul a fost format pe 19 iulie 2020. Are o suprafață de 4126,3 km2 (50,6% din suprafața regiunii) și o populație de 654,9 mii locuitori (72,6% din populația regiunii; 2020).